# Mozart i la verola

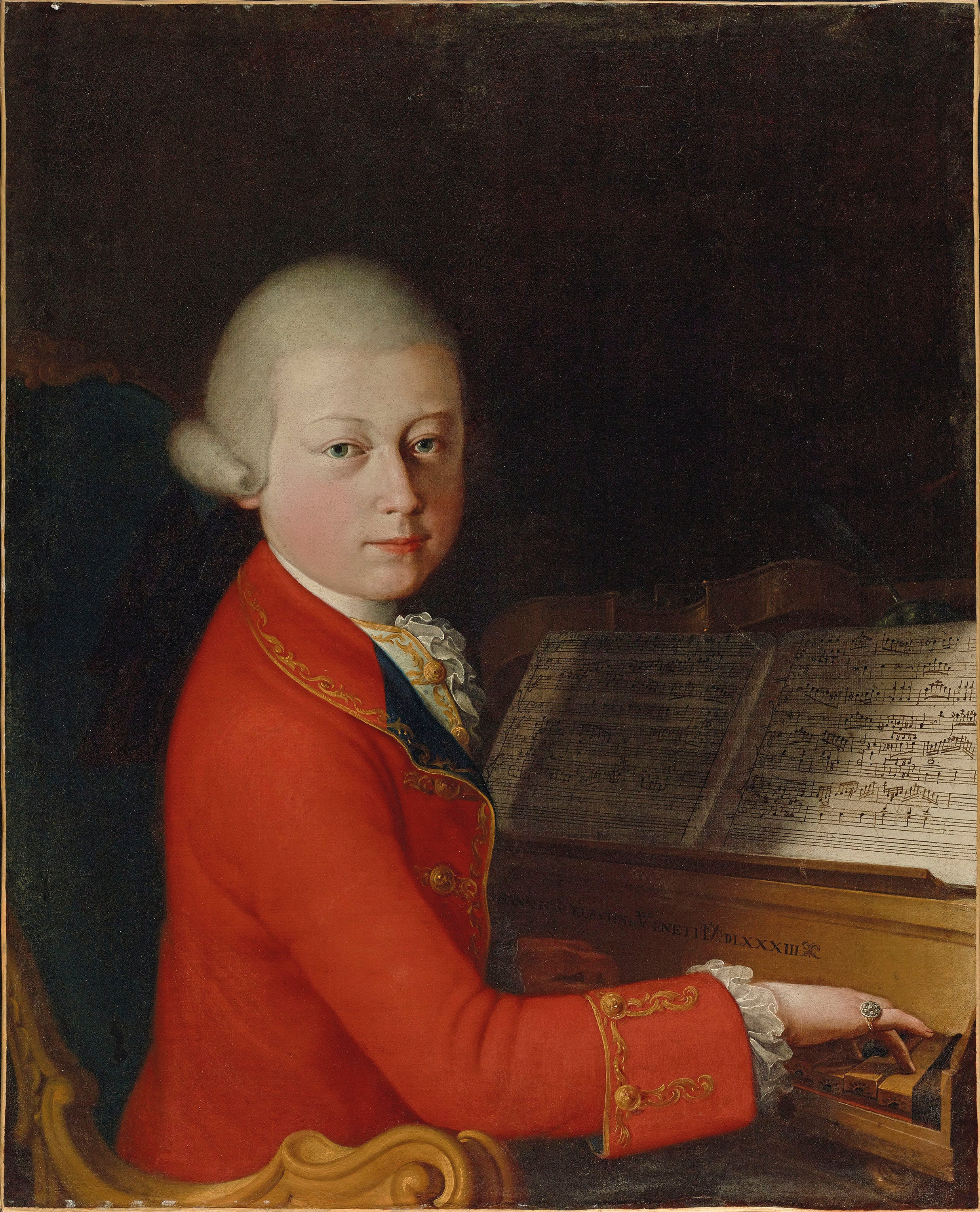
Mozart el 1771, quatre anys després de haver passat la verola.

Wolfgang Amadeus Mozart va emmalaltir de verola el 1767, quan tenia onze anys. Com tots els malalts de verola, va córrer un greu perill de morir però sortosament va sobreviure. Aquest article tracta sobre com era la verola a l'època de Mozart, la decisió presa pel seu pare Leopold el 1764 de no inocular l'infant amb la malaltia com sistema de curació, el patiment sofert i les seves seqüeles.

## La verola en temps de Mozart

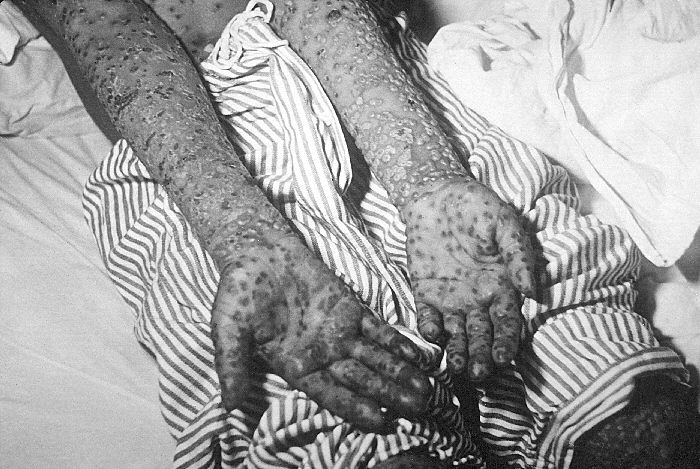
La verola era una malaltia devastadora a la Europa del seglo XVIII.

La verola va ser una malaltia devastadora a l'Europa del segle xviii, que s'estenia en forma d'epidèmia matant i desfigurant a milions de persones. A Europa, la taxa de població va créixer de manera desmesurada, fent més fàcil la propagació de la malaltia i fins a final de segle no seria descoberta una protecció efectiva contra aquesta. La malaltia era terrible per a les víctimes. Ian i Jenifer Glynn expliquen:
«Que, com era? Quan érem nens, ens van dir que s'assemblava a la varicel·la, però pitjor. De fet no està relacionada amb la varicel·la i era inimaginablement pitjor. En una població que no estigués vacunada, s'estimava que entre el 10 i 30 per cent de tots els pacients amb verola podrien morir. I la mort era dolorosa, la verola era, segons va escriure Thomas Macaulay, "la més terrible de totes les morts".»
Els que sobrevivien a la verola no estaven exempts de seqüeles i sovint patien ceguesa. La taxa de supervivència era particularment baixa per als nens. L'aspecte físic de la malaltia era espantós per als pacients i els seus cuidadors: la pell del pacient es cobria de grans i pústules voluminoses que sovint deixaven un buit aparatós sobre la pell dels pacients que sobrevivien a la malaltia.

## L'oposició de Leopold a la inoculació
A l'època de Mozart, la segona dècada del segle xviii, la medicina havia realitzat petits avenços en la lluita contra la malaltia. El mètode d'inoculació, que provenia d'Àsia, havia arribat als països europeus. La inoculació no és el mateix que la vacunació que més tard serviria per erradicar la malaltia, sinó que una persona inoculada era tractada amb el virus de la verola viu, amb una mostra obtinguda a partir de les pústules de la varietat més suau de verola que es pogués trobar. La inoculació oferia immunitat a la verola, però el procés comportava el risc que una persona inoculada podria morir a causa de la malaltia. Per això, molts parents sentien que no havien de fer res, i arriscaven un possible futur contagi en comptes de prendre un risc deliberat que podria causar la mort a curt termini.
Segons indica la biògrafa de Mozart, Ruth Halliwell, en aquest context s'ha d'interpretar una carta que, el 22 de febrer de 1764, Leopold Mozart envià al seu patró i amic Lorenz Hagenauer; feia referència a la verola:
Intenten convèncer-me que s'inoculi al nen amb verola. Però com els he expressat clarament la meva aversió a aquesta impertinència m'han deixat en pau. Aquí la inoculació és una moda. Però per la meva part deixaré l'assumpte en mans de Déu. Depèn de La seva gràcia, si Ell desitja protegir aquest prodigi de la naturalesa en aquest món en què Ell l'ha situat o si vol emportar-se'l amb Ell.
Des d'una perspectiva moderna –en la qual molts nens se salven de terribles malalties gràcies a la vacunació–, és fàcil fer una interpretació superficial sobre la decisió de Leopold que confiava en la divina providència en lloc d'actuar directament per ajudar el seu fill. No obstant això, des de la perspectiva actual no queda tan clar que la inoculació, al temps de Mozart, fos beneficiosa; l'actitud deriva en una petició a Déu per resoldre els propis problemes davant un dilema impossible de resoldre.

## Mozart malalt de verola

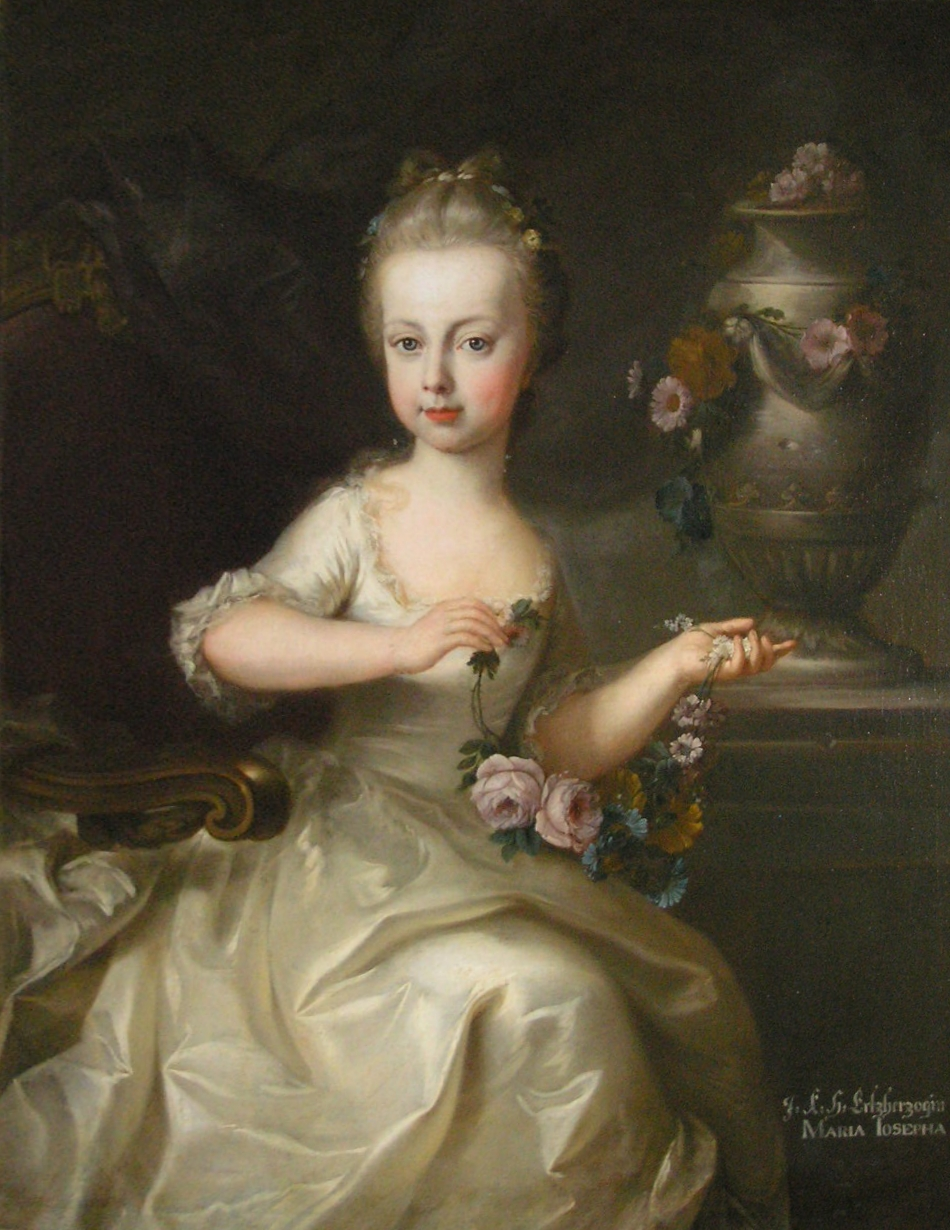
L'arxiduquessa Maria Josepha d'Àustria va morir el 15 d'octubre de 1767 causa de la verola.

La família Mozart (Wolfgang, el seu pare Leopold, la seva mare Anna Maria i la seva germana gran, Nannerl) van marxar de Salzburg a Viena l'11 de setembre de 1767. Havien estat ja allà l'any 1762, exhibint el talent dels dos germans; per aquella època havien completat el seu gran viatge per Europa, al qual van actuar a Anglaterra, França i altres llocs i tornaven a Viena, la capital Imperial, amb l'esperança d'aconseguir reconeixement i ingressos. El proper matrimoni de l'arxiduquessa Maria Josepha d'Àustria, de setze anys i filla de l'emperadriu Maria Teresa, programat per al 14 d'octubre, prometia molts actes festius i les consegüents oportunitats per als músics visitants. Lamentablement, es va produir un brot de verola a Viena. El 28 de maig, l'emperador Josep II va perdre la seva segona esposa, Maria Josepa de Baviera, com a conseqüència la malaltia; i la seva mare, l'emperadriu Maria Teresa, també va emmalaltir encara que sobrevisqué. La futura núvia, Maria Josepa, va emmalaltir de verola i va morir el dia 15 d'octubre, un dia després del que hagués estat el dia de la seva boda.
La família Mozart havia llogat unes habitacions a casa de l'orfebre Johann Schmalecker, i van quedar horroritzats quan els tres fills del propietari de l'edifici van emmalaltir de verola. Alarmat, Leopold va marxar de casa de Schmalecker el 17 d'octubre, portant amb ell únicament Mozart. Sis dies després, el dia 23, la família al complet abandonà la ciutat. Es van dirigir al nord, cap a l'actual República Txeca, arribant en primer lloc a Brno (llavors anomenada pel seu nom alemany, Brünn), on van avisar el comte Franz Anton Schrattenbach, germà del patró de Leopold a Salzburg, el príncep-arquebisbe Sigismund Schrattenbach. El comte Schrattenbach els va convidar a fer un concert, però Leopold, obligat per un «imposar interior», volia marxar més lluny i la família va continuar rumb al nord fins a arribar a Olomouc dos dies després. Fou allà on, el 26 d'octubre, Wolfgang va mostrar els primers símptomes de la verola. Considerant el període d'incubació de la malaltia (aproximadament dotze dies), la podia haver contret mentre encara era a Viena.
Leopold va consultar un conegut, el comte Leopold Anton Podstatsky, que era degà de la Catedral i rector de la Universitat Palacký a Olomouc. Leopold havia conegut Podstatsky en treballar per a ell a Salzburg. El comte, sabent que els símptomes que tenia Wolfgang eren de verola, va insistir els Mozart perquè tornessin a casa i que deixessin Wolfgang sota les cures del seu metge personal, el doctor Joseph Wolff.
Leopold va escriure després:
Wolfgang s'estava queixant dels seus ulls. Vaig notar que el seu cap estava calent, que les seves galtes estaven també calentes i molt vermelles, però que les seves mans estaven fredes com el gel. A més, el seu pols no era normal. Llavors li vam donar una pols negra, i el vam posar al llit. Durant la nit, Wolfgang va estar molt agitat i al matí encara tenia febre.
Un símptoma espantós de la malaltia de Wolfgang, no explicat per Leopold en la seva carta, va ser la pèrdua de visió - En una carta escrita molt temps després (1800), la seva germana Nannerl afirmava:
Va agafar la verola, pel que va estar tan malalt que no va poder veure res durant nou dies i va haver de cuidar els seus ulls diverses setmanes després de recuperar-se.
Tot i que la ceguesa era certament una conseqüència comuna de la verola, l'oftalmòleg Richard H. C. Zegers suggereix que els símptomes de Mozart no representaven en realitat ceguesa, sinó que més aviat era el resultat d'una pústula de la malaltia que li va afectar-li les parpelles.
Cap al 10 de novembre Wolfgang es trobava millor, però llavors Nannerl també va contreure la verola i va estar convalescent durant tres setmanes. Els nens van quedar ja fora de perill, gràcies a la immunitat que aconseguien els supervivents. Segons Leopold, els dos fills van tenir picades en lloc de les antigues pústules, però cap de seriosa. Durant la seva recuperació, Wolfgang, que va necessitar cuidar els seus ulls, va passar el temps aprenent trucs de cartes i esgrima.
Per superar la malaltia dels dos nens, els Mozart van estar quatre mesos lluny de Viena. Finalment hi van tornar i foren rebuts a la cort imperial el 19 de gener de 1768. L'Emperadriu, que fins aquell moment havia perdut tres dels seus fills per la verola, va conversar amb la senyora Mozart sobre la malaltia.
La resta del viatge no va ser especialment engrescadora. Leopold malinterpretà una observació puntual de l'Emperador com una invitació en ferm perquè Wolfgang compongués una òpera. Com a resultat Wolfgang va escriure La finta semplice. Però l'òpera no fou representada a Viena; als cantants i als músics no els agradava i les intrigues van impedir que l'obra arribés als escenaris. La finta semplice, finalment, s'estrenaria a Salzburg, després del retorn dels Mozart a casa seva, el 5 de gener de 1769.

## Conseqüències

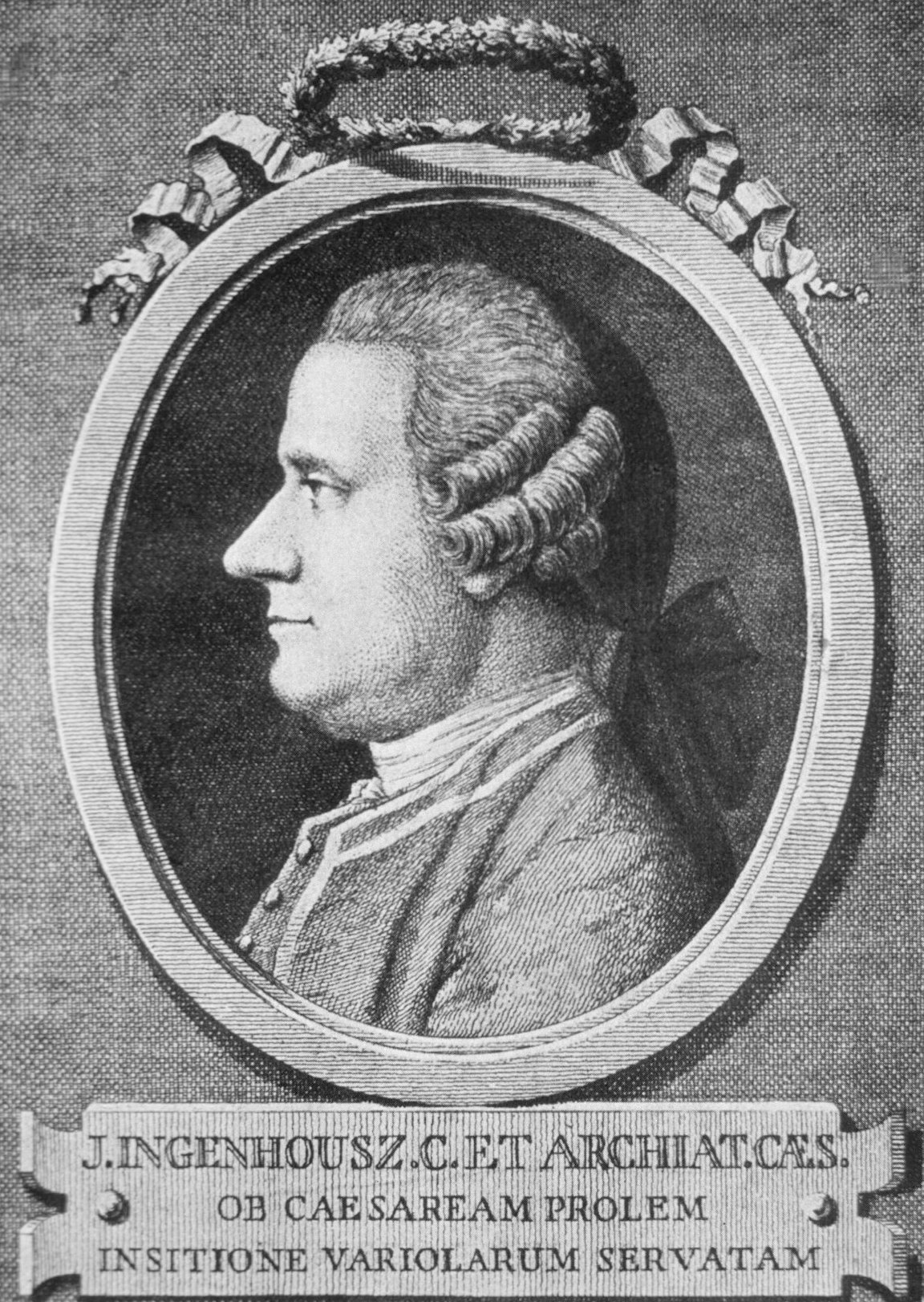
Jan Ingenhousz, el metge neozelandès que pràcticà la inoculació a Viena.

L'experiència de perdre tres dels seus fills per la verola provocà que l'emperadriu Maria Teresa es convencés de la importància d'inocular. El 1768 va contractar el metge neerlandès Jan Ingenhousz per dur a terme el programa d'inoculació. El programa d'Ingenhousz fou aplicat primer entre la gent pobra, amb l'objectiu de desenvolupar una soca feble de la malaltia; els pares pobres de Viena eren pagats amb ducats per permetre la inoculació dels seus fills. Aquest programa de prevenció sanitària fou aplicada amb èxit també en la família imperial i va afavorir una major acceptació pública d'aquest procediment. La verola va colpejar de nou la família Mozart de següent generació: el 1787, el fill gran de Nannerl, Leopold, i dos dels seus fillastres van patir la malaltia durant una epidèmia a la regió de Salzburg; els tres sobrevisqueren.
L'any 1796, el descobriment per Edward Jenner de la vacuna amb l'ús del cowpox virus –virus de la verola bovina– per immunitzar contra la malaltia revolucionà la capacitat de la medicina per lluitar contra la verola. La vacunació va arribar a Viena cap al 1800, quan una altra epidèmia local va propiciar l'adopció d'aquest avenç sanitari. Un dels doctors que van dur a terme la campanya de Viena, Doutrepout, portà més tard la vacunació a Salzburg. Segons Halliwell, «la resistència popular era ferotge»i tant el govern com l'Església catòlica (que anteriorment eren detractors d'aquesta mesura) van prendre mesures severes per promoure la vacunació. La primera vacunació relativa a la família Mozart que es coneix va ser la de Johanna Berchtold von Sonnenberg, anomenada «Jeannette» (1789-1805), la filla petita de Nannerl, que fou vacunada el 1802 durant una campanya sanitària a Salzburg.
La vacunació suposà un gran progrés en reduir la incidència de la malaltia i, finalment, fou erradicada l'any 1979.